# Каллас, Чарли
Ча́рли Ка́ллас (англ. Charlie Callas, имя при рождении — Чарльз Калли́ас (англ. Charles Callias); 20 декабря 1927, Бруклин, Нью-Йорк, США — 27 января 2011, Лас-Вегас, Невада, США) — американский стендап-комик и актёр, выступавший в ночных клубах и практически во всех развлекательных программах и ток-шоу американского телевидения. Наиболее известен по сотрудничеству с Мелом Бруксом, Джерри Льюисом и Дином Мартином, по стендап-выступлениям и участию в ток-шоу, а также по роли Малкольма Аргоса, владельца ресторана и бывшего мошенника, в телесериале «Switch» (1975—1978) с участием Эдди Альберта и Роберта Вагнера. Снимался в фильмах «Немое кино» (1976), «Страх высоты» (1977), «Всемирная история, часть первая» (1981) и др., а также озвучивал дракона Эллиота в музыкальном анимационном фильме «Дракон Пита» (1977) производства компании «Walt Disney».

## Биография
Чарльз Каллиас родился 20 декабря 1927 года в Бруклине (Нью-Йорк, США) в семье грека и немки.
В годы Второй мировой войны служил в рядах Армии США в Германии.
Свою карьеру начал в качестве барабанщика в группах с Берни Камминсом, Томми Дорси, Клодом Торнхиллом и Бадди Ричем. Выйдя на сцену, изменил свою фамилию на Каллас, отбросив букву «и».
В 1963 году впервые появился на телевидении, приняв участие в развлекательном шоу «The Hollywood Palace», а в скором времени выступал на разогреве у Фрэнка Синатры в ночных клубах по всей стране.
В 1965 году принял гостевое участие в ситкоме «Семейка Мюнстров», сыграв роль Лефти в 16 эпизоде 2 сезона.
Около 50 раз принимал участие в популярном телешоу канала NBC «Сегодня вечером», ведущим которого являлся Джонни Карсон.
В 1965 году Каллас участвовал в ток-шоу Мерва Гриффина, в котором в качестве гостя принимал участие Джерри Льюис. Последнему настолько понравилось выступление Калласа, что он пригласил его в свой текущий проект.
В 1967 году сыграл роль Рекса в кинокомедии «Большой рот» Льюиса.
Являлся постоянным гостем на шоу Дина Мартина, в котором высмеивал знаменитостей, включая Фрэнка Синатру и Дона Риклса. В разное время появлялся на телешоу Энди Уильямса в качестве Капитана Странного (Captain Weird), пародируя супергероя. Принимал участие в ряде других популярных телешоу.
Единственной известной драматической ролью Калласа была роль владельца ресторана Малкольма Аргоса в криминальном телесериале «Switch» 1970-х годов.
В 1972 году снялся в одном из эпизодов телесериала «The ABC Comedy Hour». Последний раз появился на телевидении, сыграв роли в фильмах «Larry The Cable Guy’s Christmas Spectacular» (2007) и «Larry The Cable Guy’s Star-Studded Christmas Extravaganza» (2008), а также камео в фильме «Horrorween» (2011).
Умер 27 января 2011 года в хосписе в Лас-Вегасе (Невада) на 83 году жизни.

## Личная жизнь
В браке с супругой Эвелин Велак (1922—2010) имел сыновей Марка и Ларри.

## Фильмография

### Кино
| Год       |    | Русское название                | Оригинальное название                            | Роль                           |
| --------- | -- | ------------------------------- | ------------------------------------------------ | ------------------------------ |
| 1964      | с  |                                 | American Scene Magazine                          |                                |
| 1966      | с  | Семейка Мюнстров                | The Munsters                                     | Лефти                          |
| 1966      | с  |                                 | The Monkees                                      | мороженщик                     |
| 1967      | ф  | Большой рот                     | The Big Mouth                                    | Рекс                           |
| 1968      | с  |                                 | Its Vikki Carr                                   | комик                          |
| 1970      | с  |                                 | Kraft Music Hall Presents: The Des O'Connor Show |                                |
| 1970      | ф  |                                 | The Klowns                                       |                                |
| 1972      | с  |                                 | The ABC Comedy Hour                              |                                |
| 1972      | с  |                                 | Love, American Style                             |                                |
| 1972      | с  |                                 | The Snoop Sisters                                | Чарли                          |
| 1974      | ф  |                                 | Hamburgers                                       |                                |
| 1976      | ф  | Немое кино                      | Silent Movie                                     | слепой                         |
| 1976      | с  |                                 | Cos                                              |                                |
| 1977      | мф | Дракон Пита                     | Pete's Dragon                                    | Эллиот (голос)                 |
| 1977      | ф  | Страх высоты                    | High Anxiety                                     | Артур Брисбен                  |
| 1975—1978 | с  |                                 | Switch                                           | Малкольм Аргос                 |
| 1979      | с  | Легенды супергероев             | Legends of the Superheroes                       | Синестро                       |
| 1979      | с  | Лодка любви                     | The Love Boat                                    | Винни де Ризи                  |
| 1981      | с  | Супруги Харт                    | Hart to Hart                                     | Хуан Тизол                     |
| 1981      | с  |                                 | Bungle Abbey                                     |                                |
| 1981      | ф  | Всемирная история, часть первая | History of the World, Part I                     | предсказатель                  |
| 1981      | ф  |                                 | Christmas at Sea World                           |                                |
| 1982      | с  | Каскадёры                       | The Fall Guy                                     | Мёрф                           |
| 1982      | ф  |                                 | Rooster                                          | Фрэнсис А. Мелвилль            |
| 1983      | с  | Элис                            | Alice                                            |                                |
| 1983      | с  |                                 | It Takes Two                                     |                                |
| 1983      | ф  |                                 | Hysterical                                       | Граф Дракула                   |
| 1984      | мф |                                 | Gallavants                                       | Азор (голос)                   |
| 1984      | с  | Кегни и Лейси                   | Cagney & Lacey                                   |                                |
| 1987      | с  |                                 | The Dom DeLuise Show                             | Чарли                          |
| 1989      | с  | Закон Лос-Анджелеса             | L.A. Law                                         |                                |
| 1993      | с  |                                 | Silk Stalkings                                   | Эль Сид                        |
| 1993      | мс | Шоу Рена и Стимпи               | The Ren & Stimpy Show                            |                                |
| 1995      | мс |                                 | A.J.'s Time Travelers                            | Америго Веспуччи               |
| 1995      | мс |                                 | Cybill                                           |                                |
| 1995      | ф  | Дракула: Мёртвый и довольный    | Dracula: Dead and Loving It                      | человек в смирительной рубашке |
| 1995      | ф  |                                 | Vampire Vixens from Venus                        | бармен                         |
| 1999      | мс |                                 | Beggars and Choosers                             |                                |
| 2002      | ф  |                                 | Errors, Freaks & Oddities                        |                                |
| 2007      | ф  |                                 | Larry the Cable Guy's Christmas Spectacular      | раввин Шульц                   |
| 2011      | ф  |                                 | Horrorween                                       | камео                          |

### Телевидение
| - 1964 — The Hollywood Palace - 1964 — On Broadway Tonight - 1964 — The Jimmy Dean Show - 1965 — That Regis Philbin Show - 1968 — Comedy Is King - 1968 — Frost on Sunday - 1968—1969 — The Joey Bishop Show - 1969 — The Johnny Cash Show - 1969 — Della - 1970 — The Andy Williams Show - 1970 — Jimmy Durante Presents the Lennon Sisters - 1970 — The Real Tom Kennedy Show - 1969—1971 — The Kraft Music Hall - 1971 — The Movie Game - 1969—1971 — The David Frost Show | - 1973 — Half the George Kirby Comedy Hour - 1972—1973 — Laugh-In - 1970—1973 — Flip - 1974 — The Dean Martin Show - 1966—1974 — The Merv Griffin Show - 1974—1975 — Dinah! - 1975 — The Mickie Finns Finally Present How the West Was Lost - 1975 — The Dean Martin Celebrity Roast: Evel Knievel - 1976 — The Dean Martin Celebrity Roast: Muhammad Ali - 1976 — Dean Martin Celebrity Roast: Joe Garagiola - 1977 — Dean Martin Celebrity Roast: Angie Dickinson - 1978 — The People's Command Performance - 1978 — The Dean Martin Celebrity Roast: Frank Sinatra - 1978 — The Dean Martin Celebrity Roast: George Burns - 1978 — The Carpenters... Space Encounters | - 1978 — Dean Martin Celebrity Roast: Betty White - 1978 — The Cheap Show - 1967—1979 — The Tonight Show Starring Johnny Carson - 1979 — Circus of the Stars #3 - 1980 — The First 40 Years - 1968—1980 — The Mike Douglas Show - 1975—1980 — The Hollywood Squares - 1981 — All-Star Salute to Mother's Day - 1981 — The John Davidson Show - 1983 — Just Men! - 1983 — Salute! - 1983 — Circus of the Stars #8 - 1984 — The Dean Martin Celebrity Roast: Joan Collins - 1987 — Crosswits - 1987 — The New Hollywood Squares | - 1987 — Amazon Women on the Moon - 1987 — D.C. Follies - 1988 — Jerry Lewis MDA Labor Day Telethon - 1989 — It's Garry Shandling's Show. - 2001 — Now That's Funny! The Living Legends of Stand-up Comedy - 2003 — E! True Hollywood Story - 2008 — Larry the Cable Guy's Star-Studded Christmas Extravaganza |